# Colapso del edificio en Lagos
El 1 de noviembre de 2021, se derrumbó un bloque de pisos de gran altura en Ikoyi, Lagos, Nigeria. Estaba en proceso de construcción mucho más alto de lo autorizado. Al menos 22 personas murieron. Se está realizando un esfuerzo de rescate y el gobierno estatal está llevando a cabo una investigación.

## Antecedentes
Fourscore Homes, una empresa registrada en el Reino Unido financió la construcción de un trío de edificios de gran altura en 44BCD (o 20) Gerrard Road, en el vecindario de Ikoyi de Lagos, Nigeria, y estaba emprendiendo (incluso contratando subcontratistas para); llamadas las "Torres de 360 grados". La empresa está dirigida por un desarrollador experimentado nigeriano Femi Osibona, cuyo nombre completo es Olufemi Adegoke Osibona.
Uno de los edificios era una torre residencial de lujo de 21 pisos. En febrero de 2020, la consultora Prowess Engineering Limited se retiró del proyecto debido a preocupaciones sobre la integridad de ese edificio. La Agencia de Control de Edificios del Estado de Lagos había aprobado solo 15 pisos, pero se habían construido 21 pisos.

## Colapso
El 1 de noviembre de 2021, a las 14:45, una de las tres "Torres de 360 grados", un edificio de 21 pisos, se derrumbó. Se ha confirmado la muerte de 22 personas, y muchas más quedan atrapadas entre los escombros; una estimación oficial es que hasta 40 trabajadores se encontraban en el lugar en ese momento. Osibona estaba cerca del edificio en el momento del colapso.
La Agencia Nacional de Manejo de Emergencias en el estado de Lagos (NEMA) y otros socorristas están llevando a cabo un esfuerzo de rescate. Está supervisado por el Comisionado de Funciones Especiales y Relaciones Intergubernamentales y el Ministerio de Planificación Física y Desarrollo Urbano del estado de Lagos. Según NEMA, el ejército está programado para "hacerse cargo de las operaciones". Al 2 de noviembre, nueve personas habían sido rescatadas. Al 3 de noviembre no se han encontrado nuevos supervivientes; gobernador Babajide Sanwo-Olu dijo que la búsqueda está en curso.

## Investigación
Gbolahan Oki, director general de la Agencia de Control de Edificios del Estado de Lagos, anunció el 2 de noviembre que el propietario del edificio había sido arrestado y sería procesado . El gobierno estatal suspendió al arquitecto jefe y está llevando a cabo una investigación a través de un panel independiente, al que se le han asignado 30 días para revelar los hallazgos.